# گیاه‌خواری در ایران
گیاه‌خواری در ایران، گذشته و وضعیت امروزی گیاه‌خواری و انواع آن در ایران را بررسی می‌کند. بر اساس شاهنامه از دوران پیشدادیان، ایرانیان گیاه‌خوار بوده‌اند. بعدها در آیین زرتشت و مانی نیز گوشت‌خواری نکوهیده می‌شد و گیاه‌خواری مورد توصیه واقع می‌شد. بسیاری از عارفان و بزرگان ایرانی پس از اسلام نیز گیاه‌خوار بوده‌اند. امروزه در جامعهٔ ایران، گیاه‌خواری بیش از آنکه ریشه‌های مذهبی داشته باشد، به دلیل جنبه‌های انسانی و علمی رواج دارد.

## دوران ابتدایی آریاییان در ایران
با حضور آریاییان در سرزمین ایران، گیاه‌خواری رونق یافت، چرا که سرزمین ایران دارای عناصر گیاهی فراوانی بود.
در شاهنامهٔ فردوسی پیرامون رواج گیاه‌خواری در ایران دوران پیشدادی اینگونه آمده است:
| فراوان نبود آن زمان پرورش |  | که کمتر بُد از کشتنی‌ها خورش |
| جز از رستنی‌ها نخوردند چیز |  | ز هر کز زمین سر برآورد نیز |
| پس اهریمن بدکنش رای کرد   |  | به دل کشتن جانور جای کرد   |

اینطور که در شاهنامه آمده، نخست ضحاک آغاز به گوشت‌خواری کرد که این عمل او در شاهنامه نکوهیده شده است. اگر ضحاک را نماد پادشاهان بابلی در نظر بگیریم، از سوی دیگر در عهد عتیق ضمن کتاب دانیال نبی نیز گوشت‌خواری بابلیان نکوهیده شده و دانیال از شاه بابل می‌خواهد تا به آن‌ها این اجازه را بدهد که از همان آب و بقولات پیشین خودشان مصرف کنند. در زمان زرتشت نیز در ایران، گوشت‌خواری مورد نکوهش بود و گیاه‌خواری توصیه می‌شد.

## دوران سلسله‌های پیش از اسلام
در دوران هخامنشی اینطور بر می‌آید که در میان طبقات مرفه، در جشن‌ها و مراسم‌های خاص، قربانی حیوانات صورت می‌گرفته، ولی در میان اقشار پایین‌تر و عموم جامعه گیاه‌خواری بیشتر رواج داشته است. هرودوت می‌نویسد: «طبقات فقیر [...] غذاهای پرگوشت کم می‌خورند ولی میوه‌های فراوان صرف می‌کنند و چند ظرف از آن بر سفره می‌گذارند.» به طور کلی، بیشتر خوراک ایرانیان در دوره هخامنشی از گیاهان تشکیل می‌شده است.
از آثار به‌جامانده از دوران اشکانی، می‌توان به اثر درخت آسوریک اشاره کرد که منازعه‌ای خیالین میان یک نخل و یک بز به زبان پارتی است که در آن در نهایت بز پیروز می‌شود. در واقع این منازعه خود گویای نزاع بین دو جامعه دامدار و کشاورز می‌باشد. برای مثال در بیت ۱۸ درخت خرما بر خود می‌بالد که کشاورزان از شیر آن بهره می‌برند و آزادمردان از انگبین یا میوه شیرین آن، و در بیت‌های بعدتر مرتب از سودمندی‌های اجزای مختلف گیاهی یک درخت خرما یاد می‌کند. در شهر نسا بر روی کوزه‌های مخصوص حمل شراب، سفال‌نوشته‌هایی به زبان پارتی یافت شده‌اند که اهمیت این ماده در اقتصاد آن دوران را نشان می‌دهد. به‌علاوه پارتیان در بازرگانی با چین، زردآلو و هلو را از چین وارد می‌کردند و انار را صادر می‌کردند و روغن زیتون نیز در مسیر جاده ابریشم یک کالای اساسی بوده است. در مجموع خوراک ایرانیان در دورهٔ اشکانی متنوع بوده و علاوه بر گیاهان، گوشت را هم شامل می‌شده است.
از آنجا که در دورهٔ ساسانی روحانیون زرتشتی قدرت را در دست داشتند، کشتار حیوانات و خوردن گوشت آن‌ها چندان مورد پسند نبوده است. گوشتخواری در متون مختلف نکوهش شده است، برای مثال در پند آذرباد مارسپندان در نکوهش گوشت‌خواری آمده: «از خوردن گوشت گاوان و گوسپندان سخت پرهیز کنید چه شما را در این جهان و آن جهان کیفری سخت بود». همچنین در متون پهلوی آمده است «و اگر کسی گوشت خورده است او را به سن چهل‌ساله برانگیزند و اگر کسی گوشت نخورده است او را به سن پانزده‌ساله برانگیزند» که اهمیت نخوردن گوشت در این آیین را نشان می‌دهد. در فصل ۹۸ ارداویرافنامه دربارهٔ مجازات زن و مردی آمده که «گوشت مردار خوردند و ببرک آبی (سگ آبی) را در آب کشتند و دیگر آفریده‌های اورمزدی را زدند و کشتند». در متن پهلوی «اندرز دستوران به بهدینان» آمده که سبب نکوهش خوردن گوشت مردار از دید مذهبی چیست: «اگر پرسیده شود که چرا گوشت مردار نخورند؟ گفته شود بدین سبب که دیوان در آن تباهی می‌کنند و آن به زیان مردمان می‌تواند باشد».
یکی دیگر از نقاط عطف در تاریخ گیاه‌خواری ایران که در زمان ساسانیان رخ داد، ظهور مانی، پیامبر ایرانی بود. در آیین مانی، مردم به دو گروه گزیدگان و نیوشاگان تقسیم می‌شدند. ابوالقاسم اسماعیل‌پور مطلق در کتاب «اسطورهٔ آفرینش در کیش مانوی» می‌گوید: «گزیدگان به سبب رعایت سه مُهر و فرامین تطهیر، نمایندگان زمینی برای نجات نورِ دربند به شمار می‌رفتند. منظور از سه مهر، یک مهر بَر دهان که شامل پرهیز از سخن زشت، منع خوردن گوشت و منع آشامیدن شراب است. دوم مهر بر دست است که اعمال خشونت آمیز و خون‌ریز را برای دین‌آور ممنوع می‌کند. آن‌ها حتی حق شکستن شاخه و یا کشتن حشرات و هیچ جانداری را نداشتند. و سوم مهر بر سینه یا آغوش است. که این مهر آمیزش جنسی و فرزندآوری را برایشان ممنوع کرده است. نیوشاگان نیز این سه مهر را رعایت می‌کردند. ولی می‌توانستند به شرط آنکه حیوان را خود ذبح نکرده باشند، کمی گوشت بخورند و یکبار نیز ازدواج کنند.» بدین ترتیب بسیاری از پیروان مانی، از خوردن گوشت پرهیز می‌کردند و در واقع گیاه‌خوار بودند. به طور کلی در دوران باستان، ریشهٔ اجتناب از خوردن گوشت عمدتاً به دلایل مذهبی بوده است.

## دوران سلسله‌های پس از اسلام
گیاه‌خواری در دوران مربوط به سلسله‌های پس از اسلام عمدتاً ریشه در عرفان ایرانی-اسلامی دوران داشته است. برای مثال حدیثی از علی بن ابی‌طالب آمده است که می‌گوید «شکم‌های خود را گورستان حیوانات نکنید»، یا آنکه در حدیثی از جعفر صادق آمده است که او در سفرهٔ غذا گوشت را کنار گذاشت و به خوردن گیاهان اکتفاء کرد و گفت «ﺍﯾﻦ ﺍﺳﺖ ﻏﺬﺍﯼ ﻣﻦ ﻭ ﻏﺬﺍﯼ ﻫﻤﻪ ﺍﻧﺒﯿﺎﺀ ﻭ ﺍﻭﺻﯿﺎﺀ».
رینولد نیکلسون می‌نویسد هنگامی که مردم عامی، مولانا را به خاطر نخوردن گوشت نکوهش می‌کردند و برای اثبات حرف خود آیاتی از قرآن که در آن خوردن گوشت بیان شده بود را می‌آوردند، مولانا در واکنش به آن‌ها اینگونه گفت: «ما ز قرآن گوشت را برداشتیم/پوستش بهر خران بگذاشتیم». از جملهٔ عارفانی که گیاه‌خوار بوده‌اند می‌توان به شیخ معروف کرخی، رابعه عدویه، عطار نیشابوری، شیخ محمود شبستری، باباطاهر عریان، حافظ شیرازی، و غیره اشاره کرد. همچنین از ابوعلی سینا و ناصرخسرو نیز به عنوان گیاه‌خوار یاد شده است.
در رابطه با اینکه اهالی شهر تهران تا پیش از حملهٔ مغول، گیاه‌خوار بوده‌اند، دو روایت در تایید این امر وجود دارند که در ادامه ذکر آن‌ها می‌رود. یاقوت حموی در معجم البلدان میگوید «وهم مع ذلك لا يزرعون على فدن البقر وإنما يزرعون بالمرور…» که یعنی «آن‌ها [تهرانی‌ها] برای علوفهٔ حیوانات زراعت نمی‌کنند، بلکه در طول سال چندین مرتبه روی زمین به زراعت می‌پردازند، چراکه دشمنانشان زیاد هستند و بیم آن می‌رود که حیواناتشان را از آن‌ها غارت کنند». زکریای قزوینی نیز در کتاب «آثار البلاد و اخبار العباد» می‌نویسد «وانّهم لا يزرعون على البقر خوفا من أنّهم إذا خالفوا يؤخذ عواملهم ، وإنّما يزرعون بالمساحي ولا يقتنون الدواب والمواشي لما ذكرنا أن أعداءهم كثيرون فيأخذون مواشيهم.» که ترجمهٔ آن این است که «آن‌ها [تهرانی‌ها] برای گاوها زراعت نمی‌کنند، چرا که بیم آن دارند که در صورت نافرمانی، حاصل زحماتشان [گاوها] از آن‌ها گرفته شوند. آن‌ها فقط روی کشتزارها به زراعت می‌پردازند، ولی از حیوانات یا دام‌ها نگهداری نمی‌کنند. چرا که همانطور که گفتیم به علت پرشمار بودن دشمنانشان، ممکن است احشام از آن‌ها گرفته شوند.» سپس زکریا به شرح اینکه میوه‌های تهران بسیار مرغوب هستند و انار آن در هیچ کشوری یافت نمی‌شود، می‌پردازد. از این دو روایت اینگونه بر می‌آید که اهالی تهران، در این دوران که خانه‌هایشان را هم در زیر زمین می‌ساخته‌اند، گیاه‌خوار بوده‌اند.

## دوران معاصر
صادق هدایت که خود گیاه‌خوار بود، در سال ۱۳۰۶ کتابی با نام «فواید گیاه‌خواری» نوشت و در فصل چهارم آن به تاریخ گیاه‌خواری در جهان پرداخت. وی با ذکر نظریات استاتیدی چون بوردو، فویه و هنر اینگونه نتیجه گرفت که در طول تاریخ فرگشت، انسان همچون عموزاده‌های خود یعنی میمون‌ها گیاه‌خوار بوده است.
پس از آن هم کم‌وبیش گیاه‌خواری و گیاه‌خواران در جامعه ایرانی حضور داشتند. بسیاری از رستوران‌های گیاهی ظهور کردند و بقیه هم شروع به گنجاندن غذاهای گیاهی در منوهای خود کردند. در ایران از سال ۲۰۰۴ تا ۲۰۱۵ جستجوی کلمهٔ «گیاه‌خواری» در گوگل رشد فزاینده‌ای داشته است، هرچند که در سال‌های اخیر رشد آن کاهشی شده است.
در گاه‌شمار ایرانی تاریخ ۱۵ تیر به عنوان روز «جشن خام‌خواری» تعیین شده است. دلیل آن این است که ابوریحان بیرونی در کتاب آثارالباقیه، «عمس» یا «غفس» یا «خواره» را به عنوان جشنی از جشن‌های سُغد باستان یاد کرده که از جمله آداب این جشن، پرهیز از خوراک‌های حیوانی یا پختنی‌ها بوده است.